# Zdeněk Čudovský
Zdeněk Čudovský (11. února 1954 – 28. listopadu 2010) byl český fotbalový útočník. Jeho starší bratr Břetislav Čudovský byl rovněž prvoligovým fotbalistou-brankářem.

## Hráčská kariéra
V československé lize hrál za Třinecké železárny v sezoně 1975/76, aniž by skóroval.

### Prvoligová bilance
| Ročník             | Zápasy | Góly | Minuty | Klub         |
| ------------------ | ------ | ---- | ------ | ------------ |
| I. liga 1975/76    | 3      | 0    | 40     | TJ TŽ Třinec |
| CELKEM I. ČS. LIGA | 3      | 0    | 40     |              |